# Privé
Privé es el séptimo álbum de estudio de Luis Alberto Spinetta como solista y el 19º en el que tiene participación decisiva. Fue grabado en noviembre y diciembre de 1985, siendo editado y lanzado al mercado en febrero de 1986 por Interdisc.
Un disco post Spinetta Jade, banda que se había disuelto a fines de 1984, de corte moderno y muy en sintonía con el sonido techno que caracterizó la década de 1980. El álbum expresa las emociones de Spinetta luego de que se frustrara el proyecto con Charly García de elaborar un álbum conjunto, como consecuencia de los fuertes choques entre ambos. De dicho proyecto se incluyen tres temas: "Pobre amor, llámenlo" (dedicado a Charly), "La pelícana y el androide" y "Rezo por vos", este último compuesto por ambos.
En el megarrecital Spinetta y las Bandas Eternas organizado por Luis Alberto Spinetta en 2009 para celebrar sus 40 años en la música, Spinetta interpretó un tema del álbum, "Rezo por vos", con Charly García.
En este disco Spinetta invitó a diferentes músicos a acompañarlo en cada tema: León Gieco (armónica), Andrés Calamaro (teclados), Fito Páez (teclados), Juan Carlos "Mono" Fontana (teclados), Ulises Butrón (guitarras y teclados), Héctor Starc (guitarra), así como Fabiana Cantilo, Isabel de Sebastián y Sergio Fernández en coros. Es el álbum de Spinetta que más músicos invitados tuvo y el primero en el que prescinde totalmente de un baterista, utilizando una caja de ritmos Yamaha RX-11 programada por él mismo. El bajo fue ejecutado por diversos intérpretes (Spinetta, Fontana, Calamaro y Paul Dourge) o creado mediante un sintetizador Casio CZ-5000 programado por Spinetta y Horacio "Chofi" Faruolo.
Durante la grabación de Privé el cineasta Pablo Perel realizó el documental Spinetta, el video, registrando gran cantidad de escenas de los ensayos, versiones y grabaciones realizadas para generar el disco.

## Contexto
A fines de 1984 Spinetta había disuelto su banda Spinetta Jade con la que venía tocando desde 1980 y que marcó la etapa final de lo que se ha llamado su "proyecto jazzero", iniciado en 1977. Ya desde Mondo di Cromo Spinetta venía mostrando un giro de su sonido hacia el techno (secuenciadores, sintetizadores cajas de ritmos, MIDI, etc.) que caracterizó los años '80.
En ese momento a Spinetta se le presentó la posibilidad de realizar un álbum con Charly García, quien también venía realizando un giro en su sonido desde el álbum Clics Modernos (1983), en el marco de un enorme cambio político-cultural en Argentina, a raíz de la caída de la última dictadura militar el 10 de diciembre de 1983, que se extendería a toda América del Sur.
Spinetta y Charly García trabajaron en lo que se conoce como el proyecto Spinetta/García, que tenía como objetivo lanzar ese año un álbum que acordaron titular Cómo conocer chicas (García utilizaría esa expresión para titular su quinto álbum lanzado en 1989). Las diferencias personales entre Spinetta y García enemistaron a ambos músicos e hicieron fracasar el proyecto que sólo logró registrar una creación común: la canción "Rezo por vos", que se volvería un clásico del rock nacional argentino.
Fracasada la elaboración del álbum con Charly y también un intento de realizar un álbum con Pedro Aznar, en los últimos meses de 1985 Spinetta decidió sacar un álbum solista, utilizando parte del material trabajado para el disco con Charly García. El nuevo álbum de el Flaco fue grabado en diciembre de 1985 y lanzado en febrero de 1986.

## El álbum

### Título
El álbum fue titulado Privé remitiendo tanto a "privado" en el sentido de ser un disco solista, como "privado" en el sentido de "carente de". En el sobre del disco Spinetta explica de este modo la significación que tiene el título:

PRIVE Privée o Privado o private Primate cerrado das Pampas
Privado: carente de destinación deletérea
Nuclear
Íntimo
y no tan privado sino
reafirmando presencia
de aquello que rasgaría la
cuidadosa estructura de lo íntimo

### Carátula
Las imágenes de la tapa y la contratapa fueron ideadas por Spinetta con el aporte inspirador de Renata Schussheim, a quien Spinetta agradece en los créditos.
La tapa es una fotografía de Spinetta en blanco y negro, tomado desde el pecho hacia arriba, de pie y serio ante una persiana americana cerrada pero con varias roturas. La foto es de Carlos Mayo.
La contratapa es otra foto en blanco y negro, muy oscura, en la que Spinetta puede verse parcialmente a través de recuadros abiertos en un panel negro, que sostiene con una mano. La foto es de "Patricia Spinetta", nombre que corresponde a su esposa Patricia Zalazar.
El sobre es de fondo blanco de un lado y de fondo negro del otro, con garabatos de diferentes formas. Contiene las letras y la información técnica de cada tema, correspondiendo la cara blanca al lado A y la cara negra al lado B.

### Contenido
Spinetta mismo define el álbum como "el producto de todo lo que me está pasando; de haber intentado hacer un disco con el flaco (por Charly García)". La mayoría de las canciones están explícita o implícitamente relacionadas con Charly García. El altísimo ritmo musical del álbum, frenético, "casi colérico", también ha sido asociado con el estado emocional de Spinetta luego de su ruptura con García: "A su modo, Privé es un disco de divorcio... más hecho para golpear que para bailar".
Del material trabajado para el frustrado proyecto Spinetta/García incluyó en este álbum tres temas, "Pobre amor, llámenlo" (dedicado a Charly), "La pelícana y el androide" y "Rezo por vos", este último único tema compuesto por ambos. También incluyó otros dos temas relacionados que Spinetta ha revelado que se relacionan con García: «No seas fanática» y «Una sola cosa». En otros temas como "La mirada de Freud" (relacionado con la cocaína), "Alfil, ella no cambia nada", "Patas de rana" y "Ventiscas de marzo", las relaciones son más indirectas y libradas a la interpretación.
Spinetta definió el álbum como un disco con "muchas primeras veces": la primera vez que incluye coros femeninos, el primer álbum que prescinde totalmente de la batería, la primera vez que canta un tema en español a dos voces con una mujer ("No seas fanática"), la primera vez que incluye una armónica, la primera vez que utiliza técnicas de sampling, la primera y única vez que incluye un tema compuesto con Charly García...
Una de las características más notables del disco es la alta velocidad del ritmo de los temas, el más alto de todos sus discos, una tendencia que ya se percibía en Madre en años luz, pero que aquí llega a ser frenético: 

Lo que sí tiene como característica distintiva es que decidí usar metrónomos altos, de alta numeración, por lo cual los ritmos son rápidos. Esa es la única pre-condición que me impuse. Hay un sólo tema low, lento, que es "La pelícana y el androide". En el resto del material los metrónomos superan los ciento veinte y por lo tanto pasan muy rápido las negras y los tiempos son movidos. La intención del último Jade era aproximarse hacia ésto.
Luis Alberto Spinetta

Es el álbum de Spinetta que más invitados tuvo y, en el mismo, Luis - distanciado del histórico Héctor "Pomo" Lorenzo- decidió prescindir de un baterista, utilizando una caja de ritmos Yamaha RX-11 (lanzada al mercado el año anterior) programada por él mismo.

- Pregunta: ¿Habías laburado antes con la RX 11? (baterìa electrónica Yamaha usada en todo el álbum).

- Spinetta: No. Tengo las dos, la DMX de Oberheim y la RX-11. La fidelidad del generador de voces de la R-11 me convenció, si bien los tonos de la Oberheim son muy superiores (los podés afinar muy bajos y suenan como si fueran mucho más grosos) la operatividad de la RX-11 es formidable, a pesar de que la Oberheim tiene los atenuadores que permiten una mezcla instantánea de los sonidos; en la otra lo podés hacer con conteo. Creo además que aparte de los sonidos de platos y tambores que son impresionantes, me gustó mucho el diseño de la máquina porque es más computadora... La máquina (RX-I1) la usé de "cabeza". En la cocina de mi casa con una luz así, sentado sin la guitarra y de memoria: escribiendo los modelos rítmicos, cambiándolos, probándolos pero de cabeza.
Entrevista a Luis Alberto Spinetta en 1985

El bajo fue creado un sintetizador CASIO CZ 5000 programado por Spinetta y Horacio "Chofi" Faruolo, salvo en los siguientes temas que fue ejecutado por Spinetta o algunos de los músicos invitados: "Pobre amor, llámenlo" (Paul Dourge, bajo de seis cuerdas), "Como un perro" (Fontana), "La mirada de Freud" (Spinetta), "Patas de rana" (Fontana) y "Rezo por vos" (Andrés Calamaro).
El sonido estuvo a cargo de Mariano López, quien por entonces se consolidaba como el ingeniero de sonido más destacado de Argentina, siendo el responsable también ese año de otros dos discos claves de la historia del rock nacional argentino: Giros de Fito Páez y Nada personal de Soda Stéreo.

### Temas
El álbum tiene once temas, ninguno de los cuales es instrumental. Todos son creados por Spinetta, el último de ellos ("Rezo por vos") en coautoría con Charly García. El álbum original fue editado en LP de vinilo, con los primeros cinco temas en el lado A y los segundos seis temas en el lado B.
El disco abre con "Alfil, ella no cambia nada", uno de los puntos más altos del álbum, en el que expone una postura ofensiva, utilizando el lenguaje del ajedrez. Se destaca el bandoneón interpretado con teclados por Ulises Butrón, mientras que los coros están a cargo de Sergio Fernández. El sampling fue realizado por Spinetta y Horacio "Chofi" Faruolo.
El segundo tema, "Una sola cosa" había sido compuesto por Spinetta en 1984 y estrenado junto a Charly García como músico invitado, en el recital del Luna Park en el que Charly fue silbado. Incluye un brillante solo de guitarra eléctrica de Héctor Starc. Los teclados los interpreta Fontana, la guitarra Butrón y los coros Fernández. 
"Ropa violeta" es un tema de contenido erótico y fetichista, "una temática de amor flagelada" según la definición de Spinetta, en el que Fito Páez interpreta los teclados y Butrón la guitarra.
"Como un perro" es otra canción de contenido erótico en la que el cantante suplica a una mujer que le permita ser su perro ("quiero ser un perro en tu jardín"). Los teclados y el bajo los interpreta Fontana, la guitarra Butrón y los coros Fernández.
El último tema del lado A es "Pobre amor, llámenlo", un tema que Spinetta dijo que expresaba su amor por Charly García y los complejos sentimientos que le despertaba en ese momento la frustración del álbum conjunto. En el tema aparecen los coros femeninos de Fabiana Cantilo e Isabel de Sebastián, mientras que Fito Páez toca los teclados, Butrón la guitarra y Paul Dourge un bajo de seis cuerdas.
El primer tema del lado B es "No seas fanática", otro tema inspirado en Charly García, compuesto por Spinetta para repudiar a los fans que habían silbado a Charly en un recital de 1984 en el que había sido su invitado. Aquí León Gieco toca la armónica, Ulises Butrón la guitarra y Osvaldo Fattoruso la percusión, mientras que Isabel de Sebastián hace la voz femenina y Sergio Fernández los coros.
Sigue "La mirada de Freud" un tema de significaciones cruzadas en las que Spinetta critica el psicoanálisis y la cocaína, con las metáforas de "la mirada de Freud" y "la nariz de Freud", respectivamente. Los teclados y la percusión digital están a cargo de Andrés Calamaro. El tema utiliza samplers elaborados por Spinetta y Chofi Faruolo.
"Patas de rana" habla de un lejano futuro cuando "la mutación nos dé patas de rana" y se pregunta "¿qué será de esto?" "cuando la canción no exista ya". Spinetta está acompañado de Fontana (teclados y bajo) y Butrón (guitarras y primera guitarra).
El tercer tema del lado B es "Ventiscas de marzo", tema compuesto en la época de Spineta Jade, en la que Spinetta "espera una carta de tu alma". Lo acompañan Fontana (teclados) y Butrón (guitarras).
El anteúltimo tema del álbum es "La pelícana y el androide", tema compuesto para el proyecto Spinetta/García, de contenido fantástico, que habla del amor y la reproducción entre dos seres muy diferentes. La participación del Mono Fontana en los teclados es uno de los momentos más recordados por los fans de su trabajo con Spinetta. Participan también Butrón y Fattoruso, a la vez que utiliza samplers realizados por Spinetta y Faruolo, uno de ellos es un gol relatado por el famoso periodista deportivo José María Muñoz.
El álbum cierra con "Rezo por vos", el único tema compuesto que Spinetta y Charly García, que se convertiría en uno de los máximos clásicos del rock nacional argentino. En la versión de Spinetta participan Andrés Calamaro (teclados), Fattoruso (percusión), Butrón (guitarras) y Fernández (coros). También incluye samplers de bichos feos, realizados por Spinetta y Faruolo.

## Lista de temas
Todos los temas compuestos Luis Alberto Spinetta, salvo el indicado.
1. «Alfil, ella no cambia nada» - 4:11
2. «Una sola cosa» - 3:29
3. «Ropa violeta» - 4:49
4. «Como un perro» - 4:50
5. «Pobre amor, llámenlo» - 4:34
6. «No seas fanática» - 3:38
7. «La mirada de Freud» - 3:01
8. «Patas de rana» - 4:17
9. «Ventiscas de marzo» - 3:18
10. «La pelícana y el androide» - 4:02
11. «Rezo por vos» (Luis Alberto Spinetta/Charly García) - 3:22

## Músicos
- Luis Alberto Spinetta: guitarra Roland sintetizada, programación y voces.
- León Gieco: armónica.
- Osvaldo Fattoruso: percusión y coros.
- Juan Carlos "Mono" Fontana: Grand Piano, Yamaha DX7 y Oberheim
- Fito Páez: Grand Piano, Juno 106 y Yamaha DX7
- Fabiana Cantilo: voces.
- Isabel de Sebastián: voces.
- Sergio Fernández: coros.
- Andrés Calamaro: Yamaha DX7
- Ulises Butrón: guitarra Stratocastrer, Synth Roland 707 y Yamaha DX7
- Héctor Starc: guitarra Stratocaster.
- Paul Dourge: bajo de 6 cuerdas Fanta.

## Ficha técnica
- Estudios: Moebio.
- Control de los sonidos: Mariano López.
- Sistema MIDI: Ramiro Fernández.
- Control PCM: Carlos Piriz.
- Asistente: Marcelo Delettieres.
- Programación de Bajos Sequencer: Horacio Faruolo.
- Equipamiento adicional: Carlos Dulitzky.
- Cortado a Master Digital: JVC-U-Motic CR400 U/soné PCM 701 ES.
- Sampling: AKAI.
- Sonidos Sampleados: Aparcero (del vulgo), crash de fósforo Fragata (plasma radiante), Bichofeos auténticos de Castelar (19-10-85,5: 40 a. m.), Seq! (da sequendengue), relato de gol de Muñoz, Arranque de lavarropas Eslabón de Lujo, voz humana de Spinetta Ardilloide.
- Programación de batería RX-11: Luis Alberto Spinetta.
- Traducción: Luis Alberto Spinetta.